# ランチア・アウレリア

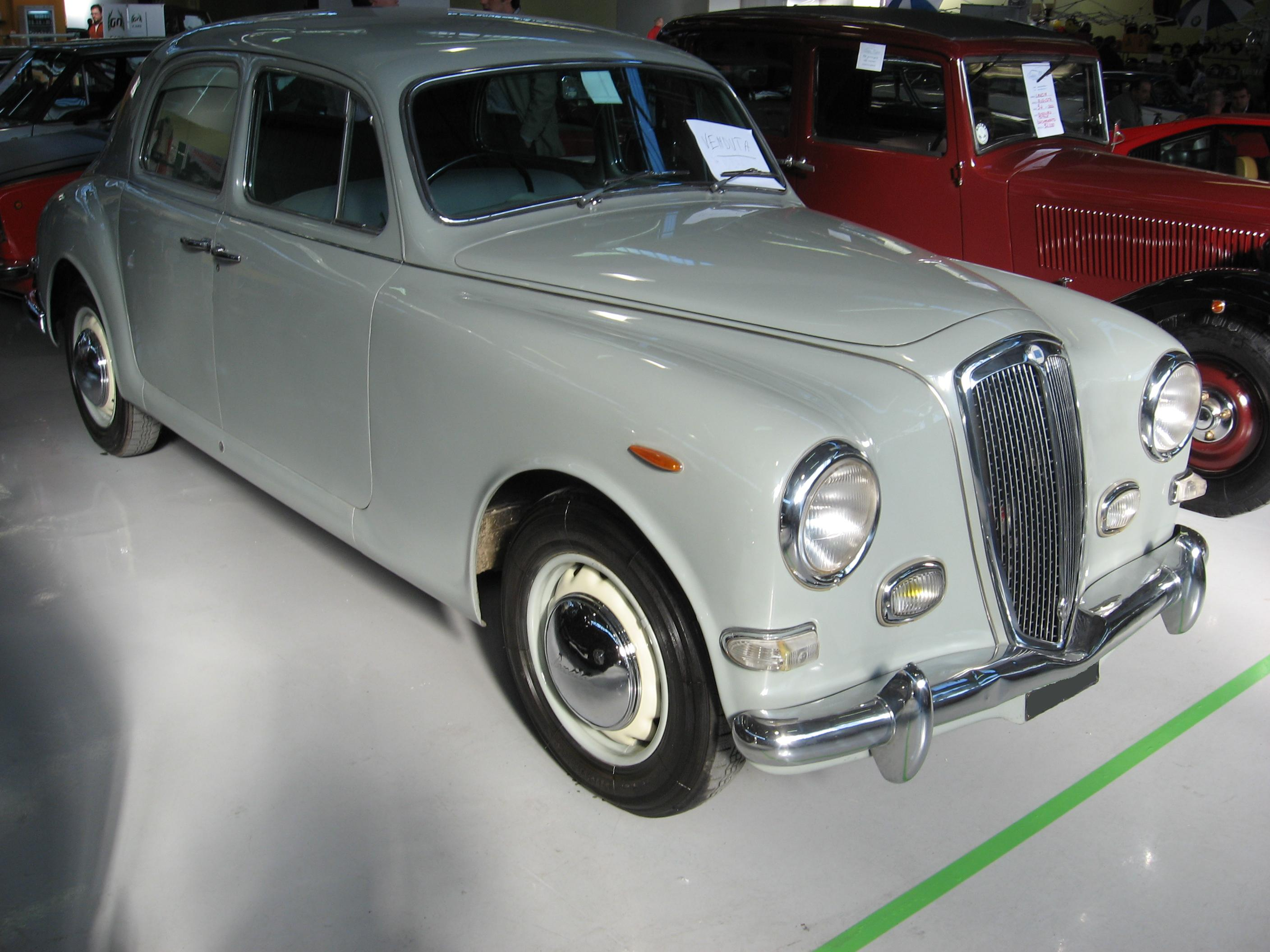
アウレリアB10ベルリーナ、1951年

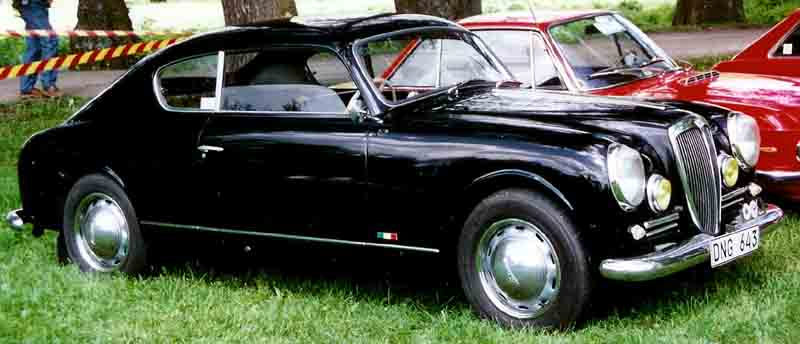
アウレリアGT、1951年

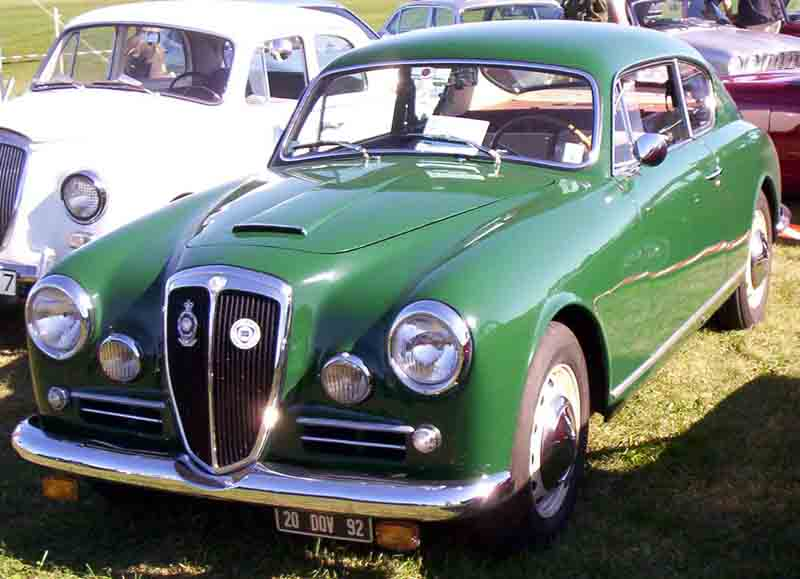
アウレリアGT、1957年

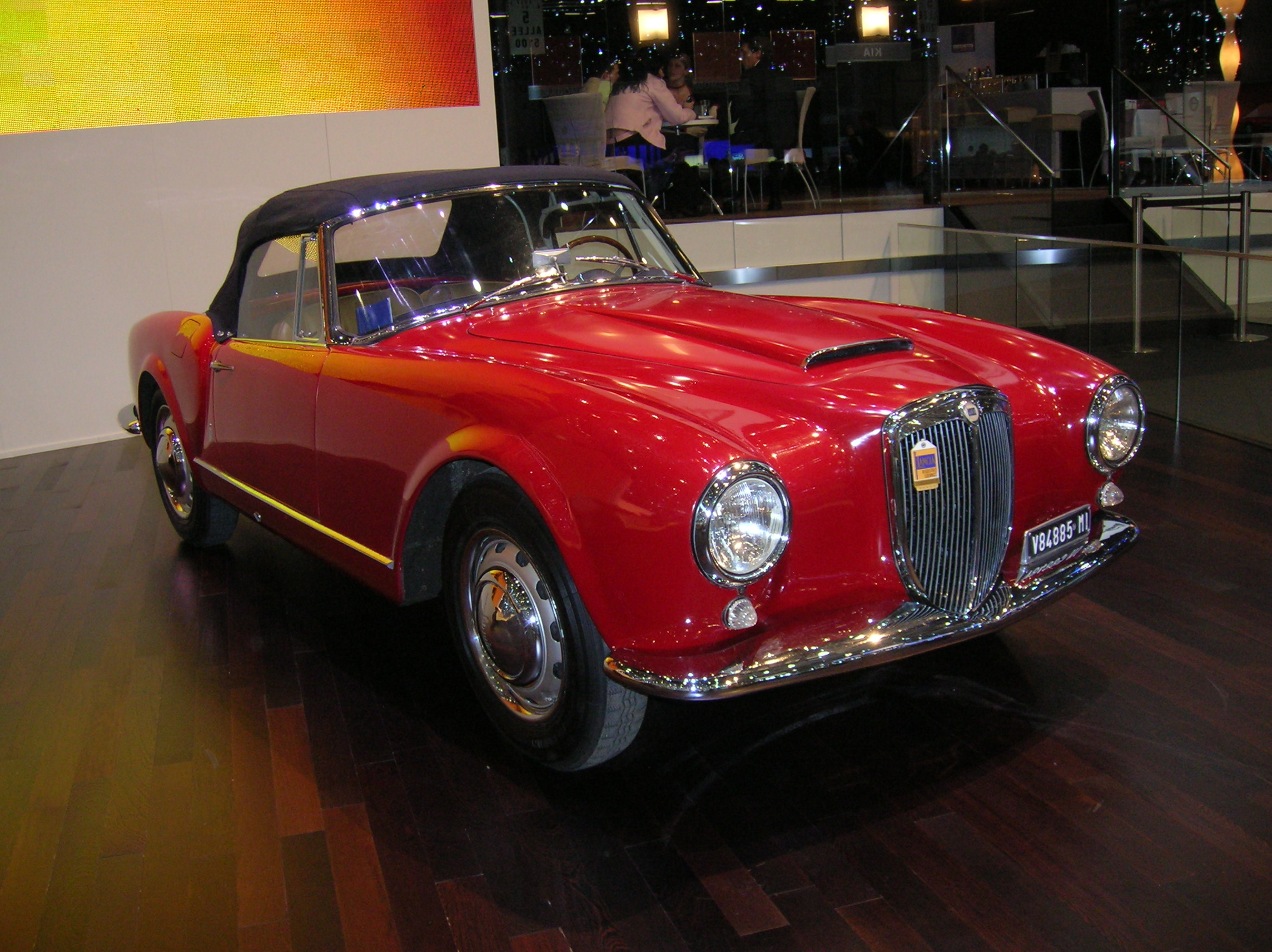
B24コンバーチブル、1958年

アウレリア（Aurelia ）は、イタリアの自動車メーカー・ランチアが1950年から1958年まで生産した中型乗用車である。設計者は第二次世界大戦前にアルファロメオで活躍した天才的な自動車技術者・ヴィットリオ・ヤーノで、それまで戦前の名車・アプリリアを継続生産していたランチアとしては初の戦後型新型車であった。また、2ドアクーペモデルにはグランツーリスモを略した「GT」というモデル名が量産車として世界で初めて付けられ、その後数多く出現する「GTカー」のパイオニア的存在となった。

## 技術的特色
アウレリアは世界初のV6エンジン搭載車として知られる。この60°V6エンジンはヤーノの部下・de Virgilioの設計になるもので、シリンダーバンクの間に一本のカムシャフトを備えたプッシュロッド型で、半球形燃焼室を備えていた。当初の排気量は1,800ccであったが、最終型では2,500ccまで拡大された。
もう一つの特色はリアアクスルで、ギアボックス・クラッチ・デファレンシャルが一体化したトランスアクスルを採用していた。ブレーキはドラムブレーキのままであったが、インボードにマウントされ、バネ下重量を軽減していた。フロントサスペンションは1920年代のラムダ以来のスライディングピラー方式、リアはセミトレーリングアーム式サスペンションであったが4代目にはドディオンアクスルになった。トランスアクスルとドディオンアクスルの組み合わせは、1970年代のアルファロメオ・アルフェッタと同じであるが、ランチアは20年近く先んじて採用している。

## モデルの変遷
アウレリアは生産時期によってセリエ1から6まで発展した。

### セリエ1(1950-1952年)
最初に登場したアウレリアは、B10と呼ばれる ベルリーナであった。排気量1,754ccのV6エンジンの出力は56馬力に過ぎなかった。翌1951年には1,991cc・70馬力のB21が追加された。この年、2ドアのB20GTクーペも登場した。短縮されたホイールベースに架装された美しい2ドアクーペボディはカロッツェリア・ギアのデザイン、ピニンファリーナの製造であった。1,991ccエンジンは75馬力に強化され、進歩的なシャシーにより卓越した運動性能を発揮し、GTカーの規範を確立した。

### セリエ2(1952-53年)
クーペのエンジンは圧縮比を上げられバルブの設計も変更され、排気量は1,991ccのまま80馬力を発揮するようになった。ブレーキの改良、バンパー材質のアルミニウムからクロームメッキされた鉄製への変更、ダッシュボードデザインの刷新も行われた。ツインキャブレターと専用のカムシャフトで90馬力に強化されたB22ベルリーナも登場した。

### セリエ3(1953-54年)
エンジン排気量が2,451ccに拡大され、クーペのテールデザインが変更されてそのスタイリングが完成の域に達した。

### セリエ4(1954-55年)
リアサスペンションがド･ディオン・アクスルに変更され、2座オープンモデルのB24スパイダーが登場した。車体のデザイン・製造はピニンファリーナの手によるもので、GTよりホイールベースが更に203mm短縮されたシャシーを持っていた。またランチアとして初めて左ハンドル車が生産され、対米輸出もこのシリーズから開始された。

### セリエ5(1956-57年)
トランスアクスルのケースが後継のフラミニア同様、分割式に変更されて耐久性が向上し、ドライブシャフトも改良されて回転による車体の振動が抑制された。クーペの内装は豪華さを増し、スパイダーのウインドウスクリーンはラップアラウンド式から通常のデザインに改められ、三角窓や巻上げ式のサイドウインドウが与えられ、居住性が向上した。なおベルリーナの生産は1956年で終了し、クーペとスパイダーのみがセリエ6に発展する。

### セリエ6(1957-58年)
エンジンは最高出力をやや抑制してその分最大トルクを増強し、扱いやすさを改善した。クーペには三角窓が付けられ、クロームのモールディングが追加された。最初の150台を除くスパイダーの燃料タンクは運転席直後からトランク内に移された。このシリーズを最後にフラミニアに後を譲り、アウレリアの生産は終了となった。

## 生産台数[1]
アウレリアは合計18,201台生産された。内訳はベルリーナ12,786台（B10が5,451台、B21が3,780台、B15が81台、B22が1,074台、B12が2,400台）、B20クーペが3.871台（2,000ccが1,231台、2,500ccが2,640台）、B24スパイダーが761台、他にシャシーで販売され、カロッツェリアで車体を架装されたものが783台あった。